# Омаров, Сапар Искакович
Сапар Искакович Омаров (каз. Сапар Ысқақұлы Омаров; 23 декабря 1935, Уштобе  — после 2015) — директор медеплавильного завода Иртышского полиметаллического комбината имени 50-летия Казахской ССР (1969—1983), лауреат Государственной премии СССР 1978 года.

## Биография
Родился 23 декабря 1935 года в г. Уштобе Алма-Атинской области.
Окончил Казахский горный институт (1957) и аспирантуру Института металлургии и обогащения руд АН Казахской ССР (1975).
В 1975 году защитил кандидатскую диссертацию на тему «Исследование и промышленное освоение кивцэтной плавки медно-цинковых концентратов».
В 1969 — 1983 годы — директор медеплавильного завода Иртышского полиметаллического комбината имени 50-летия Казахской ССР.
С 1983 года — начальник управления науки и новой техники Министерства цветной металлургии Казахской ССР. 
После выхода на пенсию работал в АО «Центр наук о Земле, металлургии и обогащения».
Автор более 300 научных трудов, свыше 50 патентов и авторских свидетельств на изобретения.
Лауреат Государственной премии СССР 1978 года за разработку и освоение принципиально новой кивцэтной технологии производства цинка, обеспечивающей комплексное извлечение ценных составляющих и защиту окружающей среды.
Награждён орденом Трудового Красного Знамени.
Сочинения:
- Исследование КИВЦЭТ—ной плавки медно—цинковых сульфидных концентратов // Сборник трудов НИИ Цветмета , No26 , 1976 (соавт.)
- Электроплавка на метализированный штейн как способ извлечения благородных металлов из упорных золото — мышьяковистых концентратов, Пресс — Россия, Цветная металлургия, M., №4, 2004 .